# 薩氏管

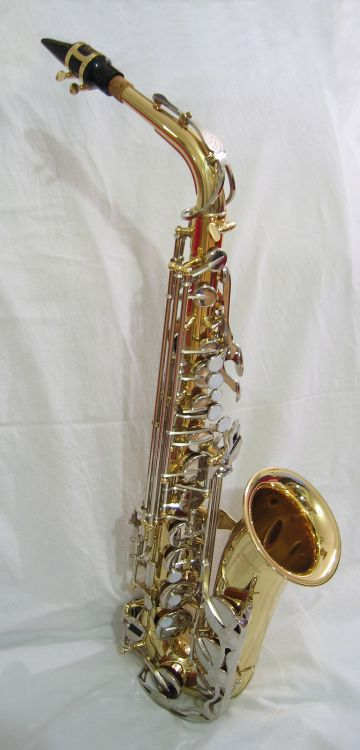
中音薩克斯風

薩氏管，也叫薩克斯風、色士風、薩克斯管，是一种木管樂器，但是管体通常是用黃銅製造，使得薩克斯風同时具有銅管類樂器的特性，這也導致了在歸類上令不少人產生疑惑。由於從發聲原理上来看，薩克斯風和同样使用單簧片的單簧管相同，所以便將它歸類为木管乐器。薩克斯風同时也是一種移调樂器，常見調性为E♭和B♭，也有C调和F调。中音薩克斯風以其煙斗狀的外形为人所熟知。

## 音乐表现力
由於其結構特性，同時具備了木管樂器的細膩和靈活以及銅管樂器的大音量和爆發力，並發展出了介於銅管和木管間的演奏技巧。薩克斯風音域寬廣，樂器通常提供從降B音到高兩個八度的F音或升F音，通過技巧還能擴大。相對於其他木管樂器，薩克斯風的音色變化靈活，薩克斯風演奏家因此容易發展出有別於他人的個人音色。總體來說薩克斯風是高靈活性低約束性的樂器，有時也會讓人有過於自我表現而不夠內斂的印象。這也是薩克斯風在古典樂中出現相對較少而多在爵士樂或搖滾樂為人喜愛的原因之一。
法國知名作曲家柏遼茲（Hector Berlioz）曾經形容薩克斯風是：「時而莊嚴、平靜，時而夢幻、憂傷；時而如林間微風般難以察覺，有時卻又如同鐘鳴過後，留於謎樣般的撼動。」

## 薩克斯風历史
薩克斯風由比利时人阿道夫·薩克斯
于1840年发明的。阿道夫是一位锐意的乐器制造者，擅长黑管和长笛演奏。他最初的设想是为管弦乐队设计一种低音乐器，比奥菲克莱德号（Ophicleide）吹奏灵活并能适应室外演出。他将低音单簧管的吹嘴和奥菲克莱德号的管身结合在一起并加以改进，以自己名字命名了这种新型乐器。
- 1841年第一支低音c调薩克斯風在布鲁塞尔向公众展出。一说那支薩克斯風曾被人恶意踢坏而无法展出，也有说当时是在幕布遮盖下展出以防止剽窃。
- 1844年阿道夫的好友、在巴黎音乐家圈中颇有影响力的柏辽兹对薩克斯風非常赞赏，3月13日于La Revue et gazette musicale介绍了这种"改造过的开孔大号"。6月12日再次于La Journal des Débats撰文大力推介，使萨克斯为世人所知。
- 其后阿道夫遭到竞争对手的联手攻击，萨克斯管受到抵制而没有被广泛使用。当时作曲家多采取谨慎态度，较少将萨克斯纳入管弦乐团编制。据说当时薩克斯風一度被抹去商标出口国外，后又被匿名引进法国。1845年法国军事部打算改良陈旧的军乐队，在阿道夫自荐之下，4月22日于巴黎战神广场举行了一场阿道夫的乐队与Carafa带领的传统乐队的比赛，由观众决定胜负。戏剧性的是支持阿道夫的一方的音乐家当天甚至缺席数人，阿道夫填空补缺、拿上两个萨克斯交替吹奏。新乐队音乐效果完全胜过传统乐队，观众完全倒向阿道夫这一方。于是萨克斯最先在军乐队中崭露头角。
- 1846年3月21日薩克斯風家族获得了法国的专利。
- 1927年法国古典薩克斯風手Marcel Mule（英语：Marcel Mule）建立了第一个薩克斯風四重奏团体。
- 1910年以后，爵士乐在美国兴起，萨克斯管在其中扮演了不可或缺的角色。

## 薩克斯風種類

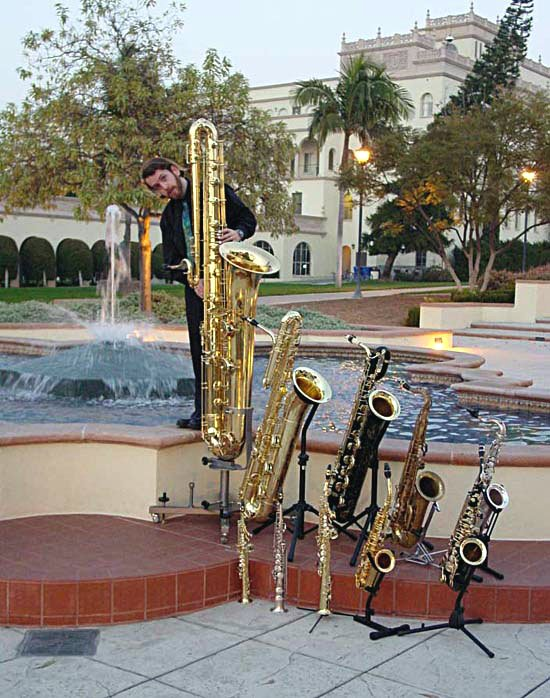
萨克斯风家族， 从大到小依次是: 倍低音薩克斯風（ContrabassSaxophone）、低音薩克斯風（Bass Saxophone）、上低音薩克斯風、次中音薩克斯風，C調次中音薩克斯、中音薩克斯風、F調高音薩克斯風、高音薩克斯風、C調高音薩克斯風、倍高音薩克斯風（Sopranino Saxophone）。
（註：圖中並沒有列出超低音薩克斯風（Subcontrabass Saxophone）和超高音薩克斯風（Soprillo Saxophone）

薩克斯風有多种音域和调性，其中以高音、中音、次中音、上低音四种最為常见。古典薩克斯風以中音萨克斯为主，而在爵士乐、流行乐里是以中音、次中音为主。所有的薩克斯風指法基本都是一样的，吹奏者可以不用指法练习就更换乐器。
- 高音薩克斯風（Soprano Saxophone） 为降B调，实际音高比记谱低大2度。是萨克斯家族中高音调的乐器。常见的为直管，略微曲颈或类似中音薩克斯風的形状。相对于單簧管，高音萨克斯音量更大，更有穿透力。但由于管身細小緊湊，使得其不容易控制音准，上手難度較高。高音萨克斯主要用于独奏，在木管重奏中常用来替代双簧管。著名的高音薩克斯風演奏家有Sidney Bechet，Wayne Shorter，肯尼·基等。
- 中音薩克斯風（Alto Saxophone）是最常见的萨克斯，形狀近似煙斗，降E调，实际音高比记谱低大6度，也是应用在古典乐独奏、合奏中最多的薩克斯風。由于按键距离适中，气息要求和嘴部控制难度相對简单，以及搬运成本容易，成为初学者入门最常使用的萨克斯。中音萨克斯對比其他薩克斯風音色最為温和。中音薩克斯風构成了管乐队萨克斯声部的最主要部分，在爵士大乐队编制中和次中音幾乎占同等重要位置。其經常作为独奏乐器。中音薩克斯風是薩克斯風家族最有代表性的种类。著名的中音薩克斯風演奏家有爵士乐：保羅·戴斯蒙，查理·帕克（美國）等。古典乐：Marcel Mule（法国），謝德驥（香港）、Sigurd Raschèr（美国），Claude Delangle（法国），須川展也（日本）等。
- 次中音薩克斯風（Tenor Saxophone）为降B调，实际音高比记谱低大9度(一个8度又大2度)，外形比中音薩克斯風稍大，弯管前端多了一个弯曲，音色温和稳重。在管乐队中次中音萨克斯数量少于中音，一般具备与作为辅助角色的长号和上低音号同样的功能。而在爵士乐中次中音起核心作用。1920年代Coleman Hawkins沙哑厚重的声音重新定义了人们对次中音音色的概念。后來，約翰·柯川，斯坦·蓋茨，桑尼·羅林斯，萊斯特·楊，麥可·布雷克一步一步地奠定了次中音声音的个性。
- 上低音薩克斯風（Baritone Saxophone）通常为降E调，实际音高比记谱低大13度(一个8度又大6度)。体积重量较大，近中音两倍左右，可用以作獨奏或者低音聲部，而在萨克斯四重奏中上低音薩克斯風以它低沉浑厚的音色把其他声音承托起来；在爵士大乐队中可作为低音支持，有时也会演奏旋律声部(通常演奏比中音萨克斯低一个8度的旋律，以此与其他萨克斯一起演奏出流动的七和弦)；在管乐队中常和低音號起类似的作用，有时让人联想起大提琴的声音。上低音薩克斯風最低音域原本與其他薩克斯風一樣是降B，但自1980年代起开始設有键（可以演奏记谱上的A，即实际音高的C，过去亦存在为了获得更轻快的音色而省略此构造的）之后上低音薩克斯風漸趨流行。著名演奏家有Gerry Mulligan、Ronnie Cuber等。

## 构造和发音原理

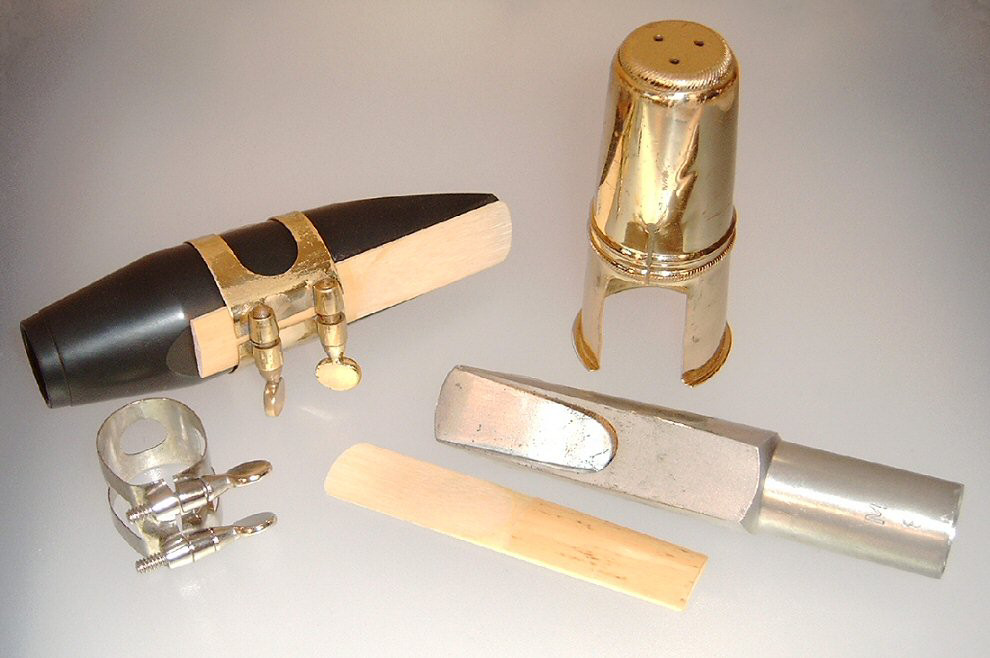
吹嘴以及簧片

薩克斯風主要可以分成管体、頸管、吹嘴、簧片四部分，另外还需束圈、盖帽、頸帶等配件。
- 萨克管体是一个共鸣腔，其中的空气柱震动产生声音。萨克斯管管体为圆锥形，喇叭直径比其他木管乐器大，音量也就比较高。管身上多个有大小不同的音孔并构造了复杂的按键系统[3]（根据波姆音键系统）。由21到23个按键通过连杆（rod）控制一系列盖板（pad）的闭合或者开启，同时改变了管身的有效长度（从吹嘴到最近打开的孔的距离，所有的孔闭合即整个管身长度），管身的有效长度控制了聲波的波長，于是产生了不同的音高。容易想象，盖板的密闭性对于音准非常重要。管体上設有兩個八度控制的小开口(其中一個可能在脖管上)，開啟時能干擾基頻聲波，以造出高頻的聲音。
- 有些薩克斯風設有低音A，喇叭口一端比較長，多了一個音孔，也多設一個按鍵來操作。
- 典型的萨克管身用黄铜制成，盖板膜上皮革，按键绝大部分采用触感良好的珍珠母，少量品牌会采用研磨过的宝石替代珍珠母。管体外常会有附加镀层防止黄铜氧化影响外观。最常见的薩克斯風镀的是金色的丙烯酸清漆，此外还有银，黑镍，彩色烤漆甚至镀金。镀层会不会改变音色存在争议。此外管身还常经过雕花工艺显得更加美观。其他被用作量產的管体材料包括銀、磷銅、青銅、塑膠、木等。
- 脖管連接吹嘴与管体，一般是与管体可拆分的，也有脖管与管体一體成形的薩克斯風，常見於高音和超高音薩克斯風。中音及次中音薩克斯風脖管上有一个八度控制的小开口，透過槓杆由管体按键操作。脖管連接吹嘴的一端以水松覆蓋表面，吹嘴套牢在脖管上。
- 吹嘴（笛头）是一个激振器，固定在其上的簧片經由吹奏者吹入气流激发其震动，传入管身。萨克斯吹嘴和单簧管一样使用单簧片但内腔更大。吹嘴一般以硫化硬橡膠或黃銅製作，也有塑膠、銀、不鏽鋼、陶瓷、木或其他合成材質。吹嘴的长度，内腔形状，开口大小（末端和簧片的夹角大小）以及材质都会对音色很大影响，一般来说，内腔细小扁平的吹嘴音色更尖响明亮，常见于现代音乐当中；而内腔宽大圆润的吹嘴音色较温暖柔和，常见于古典乐和传统爵士乐。近年對於吹嘴材质会不会改变音色也開始存在争议。[4]
- 簧片（哨片）是真正将吹奏者的气息转化为空气震动的部件，它一般由芦竹（Arundo donax）制成，後來出現了塑胶材质的哨片。对于不同大小的吹嘴使用不同的哨片，软硬度是哨片的关键参数。

## 薩克斯風的音樂領域和表演形式

### 古典乐
薩克斯風由于自身音量较单簧管要响许多，在发展早期并不受古典音乐家欢迎，仅某些乐曲中偶有独奏片段，交响乐队编制中往往也仅有1位萨克斯手，例如比才的《阿莱城姑娘》组曲中的独奏乐章；丹第（樊尚·丹第）的歌剧《苏瓦尔》；圣桑、柏辽兹、马斯内、利奥·德里布等也曾将其用于他们的作品中。
直到20世纪初薩克斯風在美国得到真正发展之后，古典作曲家越来越多地将其用在乐队中或专为它创作独奏乐曲。著名的有：亨德密特的歌剧《卡迪拉克》；普罗科菲耶夫的《罗密欧与朱丽叶》，甚至在《Lieutenant Kijé》作品中运用了从高音到上低音的四种萨克斯管完整编织；拉威尔的《包列罗舞曲》和《古堡》；威廉姆斯（雷夫·佛漢·威廉斯）的《第六交响曲》；伊贝尔（雅克·伊贝尔）的《小协奏曲》，德彪西的《狂想曲》；海托尔·维拉-罗伯斯的《幻想曲》，格拉祖诺夫的《萨克斯管协奏曲》， 巴托克的《木刻王子》，柯普兰（阿隆·科普兰）的钢琴协奏曲和第一交响曲。其他运用薩克斯風的作曲家有：米约（达律斯·米约），杰帕西（帕西·葛人傑）等。

### 薩克斯風四重奏（Saxophone Quartet）
以高音（soprano）、中音（alto）、次中音（tenor）及上低音（baritone）薩克斯風各使用一把，這樣的組合讓樂器在聲音上不但可融合在一起，產生多層次的感受，可演奏的曲風範圍也很豐富，包含輕音樂，流行歌，民謠，爵士樂，到由古典名曲改編的樂曲都有；而近來也有專為它們作的高品質的曲子，如德布西，葛拉朱諾夫，Jean Bouvard等等．

### 爵士樂
薩克斯風或许是爵士乐最具标志性的乐器，薩克斯風乐手也对爵士乐产生了巨大影响。最早成名的爵士薩克斯風手可能是西德尼·贝彻。从1920年以后优秀的爵士萨克斯风手层出不穷，其中查利·帕克把爵士乐从摇摆乐带入了毕波普（咆勃爵士樂）时期，Coleman Hawkins确立了次中音薩克斯風的地位，奥尼特·科尔曼最早开始了自由爵士（free jazz）的尝试等等。薩克斯風作为主奏的旋律性乐器需要节奏部分以及和声部分来支持，所以较少以独奏或者单纯的薩克斯風重奏形式出现。最常见的乐队构成是四重奏形式：薩克斯風、鼓、贝斯和键盘，在这种构成中音薩克斯風起着类似司机的作用。

### 現代流行音樂
1980年代開始后，以美國萨克斯风手肯尼·基、杰拉德·欧布莱特(Gerald Albright)以及戴夫·考茲為代表的大多數色士風演奏家開始活躍于世界各地的流行樂壇，并獲得了極大的成功，他們多數將輕爵士樂帶入流行音樂中，配合色士風的伴奏來形成一種新浪潮方式的流行音樂，並與眾多著名流行樂巨星進行合作。肯尼·基亦成爲了當代世界上唱片銷量最高的獨奏樂器演奏家，他的作品廣為流行，為色士風於世界各地的普及做出了非常大的貢獻。

### 其他音樂風格
薩克斯風在传统的摇滚中，以及灵魂乐，布鲁斯，摇滚乐尤其是新浪潮（新浪潮）中亦经常出现。

### 表演形式
在管弦乐队中薩克斯風較常作为伴奏乐器；室内乐中有时会作为木管的代替；而在军乐队，普通管乐队，爵士大乐队中薩克斯風都有相对庞大的声部；爵士乐中薩克斯風组队灵活；此外还有萨克斯四重奏，六重奏等固定形式的纯薩克斯風乐队。

## 薩克斯風學習和技巧
一般認為薩克斯入門學習相對于其他木管類樂器要容易。尤其是從其他木管轉向薩克斯風學習在一定量的練習保證下可以較快上手。薩克斯風技巧包括指法掌握和音色控制，具體則根據音樂風格（古典， 爵士， 流行等）要求不盡相同。當然從音樂本身的意義上看，薩克斯風包括其他樂器技巧學習都是為了演奏者能儘量無礙地音樂表達而服務的，演奏者對於音樂的理解和表達比技巧高低重要的多。
有一種誤解認為薩克斯風作為管樂器演奏時很費力氣，需要強健的體魄才能控制它。其實薩克斯風的吹奏主演取決於樂器的狀態和演奏者的方法，正常演奏一場音樂會（大約90分鐘）是絲毫沒有負擔的。由於薩克斯製造工藝的迅速發展和科學的演奏方法，一般來說在七、八歲門牙發育完成後開始學習會比較妥當。薩克斯風的技巧包括：
- 颤音（Vibrato）：产生抖动的效果，发出“呜啊呜啊”或者“啊一啊一”的声音。萨克斯颤音可以通过下颚抖动、喉部控制或氣息控制。
- 滑音（Glissando）：使一个音利用演奏者舌部控制内腔大小来调整音高并“滑动”过度到另一个音上。常见于爵士乐，典型的例子是蓝色狂想曲开始部分的大范围上行滑音。
- 鬼音（Ghost Note）：使一个音透過演奏者調整舌頭在吹嘴的位置来發出发出“唔一唔一”的柔弱声音。见于爵士乐。
- 泛音（Overtone）：透過氣息與喉部肌肉的控制，在基本指法範圍內以同一指法吹出基音以上的泛音（例如按低音C而發出高八度的C、再高五度的G等等）。
- 超高音（Altissimo）：結合泛音的使用與特殊的指法，吹出比正常音域还高的音，是常见的进阶演奏技巧，在現代音樂上大量被應用，在其他音樂領域也被用來炫技。
- 咆哮音（英语：Growling (wind instruments)）（Growl）：使萨克斯发出沙哑粗糙的声音，常见于爵士乐，摇滚乐等。
- 複音（Polyphony）：同时吹几个音，非常高阶的技巧。约翰·柯川曾钻研过和声演奏，麦克·布雷克和James Carter（英语：James_Carter_(musician)）也熟悉此技。
- 循環換氣（Circular breathing）：最早用於嗩吶的吹奏中，后被引入笛子的演奏中。笛子循環呼吸的特點，主要在於循環「換氣」。常規換氣是以鼻、口同時呼吸，間隔進行循環換氣則由鼻吸口呼，同步進行。這一反常規現象，要求吹奏者必須能夠以其理智指令去調動人體各有關肌肉的運動機能作出相應配合，改變其自然的呼吸習慣。而腹膈肌肉的能力是這一機制的重要環節。
- 拍音（Slap tonguing）：通过下颚抖动、嘴唇吐氣和舌頭收放發出“啪﹑啪”的聲音。
- 多樂器同奏：同時吹奏多於一支薩克斯風，著名樂手有 Rahsaan Roland Kirk（英语：Rahsaan_Roland_Kirk）。

此外现在有越来越多薩克斯風尝试使用电子设备来改变音色，获得更加金属的聲音質感。

## 著名薩克斯風品牌
- 法國
  - 薩爾瑪公司
  - Buffet Crampon
- 德国
  - Julius Keilwerth (2010年併入Buffet Crampon)
- 日本
  - YAMAHA
  - Yanagisawa(柳澤)
  - Forestone
- 美国
  - Jean Paul
  - Antigua Winds
  - Cannonball
  - Conn (已停產)
  - Buescher (已停產)
  - King (已停產)
- 英国
  - Trevor James
  - Atlantic London
- 中国
  - Rollins（罗林斯）
  - Sakkusu
  - Eastman
- 臺灣
  - Jupiter
  - 保爾莫莉亞(P. Mauriat)

## 薩克斯風的其他特別構造

### 已停產或式微的薩克斯風構造
- 高音標（High Pitch）薩克斯風：在1900年代至1930年代之間，樂界的標準音高經歷變革[5]，當時生產的薩克斯風有些根據較低的A=440赫茲製造，有些則根據較高的A=457赫茲製造，二者的長度大小微有不同[6][7]。隨著1930年代後高音標式微，高音標薩克斯風也停產了。
- C調薩克斯風（英语：C_melody_saxophone）：C調，音域介乎次中音與中音薩克斯風之間。
- C調高音薩克斯風（英语：C_soprano_saxophone）：C調，音域比高音薩克斯風再高一度。
- 次高音薩克斯風（英语：Mezzo-soprano_saxophone）：F調，音域介乎中音與高音薩克斯風之間。
- 低音A中音薩克斯風：法國塞爾瑪公司曾經製造過有低音A的中音薩克斯風[8]，管身喇叭口端較長，多開一個音孔，其控制鍵在八度鍵拇指墊的下方。

### 未普及的薩克斯風構造
- G調高音薩克斯風：由丹麥技師Peter Jessen研發及製造[9]，音域介乎中音與高音薩克斯風之間。[10]
- Soprillo（英语：Sopranissimo_saxophone）：比超高音薩克斯風更高音的薩克斯風，降B調。其管身太短，以致原本在脖管上的八度控制小開口要移到吹嘴上。目前只有開發它的公司Eppelsheim生產。
- 線性按鍵薩克斯風：由Jim Schmidt研發，按鍵不同於常見的波姆音鍵系統，多數的相鄰按鍵音距為半音。[11]
- 無鍵薩克斯風：也稱作無音孔薩克斯風，主要用於練習泛音。[12]
- Aulochrome（英语：Aulochrome）：由Francois Louis發明的雙高音薩克斯風樂器，改建的按鍵系統能允許吹奏者奏出遠比「同奏」廣泛的和聲。

### 其他
- 單手按鍵薩克斯風：原本按鍵系統需雙手操作，但經過改裝，也可以單手操作，不過改裝方法因人而異。[13]

## 外部連結
- （中文） （页面存档备份，存于） - 【樂器巡禮】薩克斯風的起源與發展 - 大纪元
- （英文） （页面存档备份，存于） - 薩克斯風发声原理介绍